# 18 Candles: The Early Years
18 Candles: The Early Years è una compilation della band canadese Silverstein, pubblicata il 30 maggio 2006 dalla Victory Records. Contiene per intero le tracce dei primi due EP della band (Summer's Stellar Gaze e When the Shadows Beam), autoprodotti e pubblicati tra il 2000 e il 2002, che non erano più in distribuzione. Inoltre, ci sono sei tracce aggiuntive formate da versioni acustiche o live di canzoni dei due album precedenti, ovvero When Broken Is Easily Fixed e Discovering the Waterfront.
L'album è entrato nelle classifiche di vendita raggiungendo il 148º posto nella Billboard 200 ed il 10º nella classifica degli album indipendenti, dove è rimasto per un mese
| Classifica                | Posizione |
| ------------------------- | --------- |
| Stati Uniti               | 148       |
| Stati Uniti (independent) | 10        |

## Tracce
Summer's Stellar Gaze (2000)
1. Waiting Four Years – 4:04
2. Wish I Could Forget You – 3:38
3. Friends in Fallriver – 3:03
4. Summer's Stellar Gaze – 2:48
5. My Consolation – 4:08
6. Forever and a Day – 4:29

When The Shadows Beam (2002)
1. Red Light Pledge – 3:50
2. Dawn of the Fall – 4:16
3. Wish I Could Forget You – 3:26
4. Bleeds No More – 3:17
5. Last Days of Summer – 4:25
6. Waiting Four Years – 4:14

Bonus Tracks
1. My Heroine (acoustic) – 3:34
2. Call It Karma (acoustic) – 4:18
3. Discovering the Waterfront (live) – 4:45
4. Defend You (live) – 3:34
5. Bleeds No More (live ft. Wil Francis) – 4:16
6. Smile in Your Sleep (A Crude Mechanical Remix) – 4:35

## Formazione
- Shane Told - voce
- Josh Bradford - chitarra ritmica
- Neil Boshart - chitarra
- Paul Koehler - batteria
- Bill Hamilton - basso